# Be Smart – Don’t Start
Be Smart – Don’t Start ist ein bundesweiter Wettbewerb für rauchfreie Schulklassen, der Schülerinnen und Schüler zwischen 11 und 14 Jahren motivieren soll, mit dem Rauchen gar nicht erst anzufangen. Der Wettbewerb läuft jeweils ein halbes Jahr. Er fand im Schuljahr 2020/2021 zum 24. Mal in Deutschland statt und gilt als „größte schulische Maßnahme der Tabakprävention“ in der Bundesrepublik. Der jüngste bundesweite Wettbewerb dieser Art fand bis Ende April 2021 statt. Das Projekt wird in Deutschland von der Stiftung Deutsche Krebshilfe, der Bundeszentrale für gesundheitliche Aufklärung (BZgA), dem AOK-Bundesverband sowie zahlreichen öffentlichen und privaten Institutionen gefördert und in Kooperation mit Partnern aus allen Bundesländern durchgeführt.

## Ziele des Wettbewerbs
Ein Ziel des Wettbewerbes ist es, das Thema „Nichtrauchen“ attraktiver zu gestalten. Außerdem wird erhofft, Schüler vom Experimentieren mit Zigaretten abzuhalten, sodass Gelegenheitsraucher und Nichtraucher nicht zu Rauchern werden.

## Geschichte
Der Wettbewerb entstand 1989 in Finnland und fand 1997 erstmals in Deutschland statt.
In der Bundesrepublik hat die Deutsche Krebshilfe vom Anfang an die Aktion tatkräftig unterstützt und finanziert seither landesweit Informationsmaterial aus privaten Spendengeldern. Die Hilfsorganisation leistet zusätzlich verstärkt Aufklärungsarbeit über die Gefahren des Rauchens bei Kindern und Jugendlichen.
Der Wettbewerb zum Nichtrauchen „Be Smart – Don’t Start“ wird inzwischen auch gefördert durch die Bundeszentrale für gesundheitliche Aufklärung (BZgA), die AOK, die Deutsche Herzstiftung und die Deutsche Lungenstiftung sowie durch weitere öffentliche und private Institutionen. Die wissenschaftliche Begleitung hat das „Institut für Therapie- und Gesundheitsforschung“ (IFT-Nord) in Kiel.

## Die Aktion in Deutschland
In Deutschland rufen die Bundeszentrale für gesundheitliche Aufklärung, die Deutsche Krebshilfe und der Arzt Eckart von Hirschhausen als Schirmherr des Wettbewerbs zur Teilnahme an „Be Smart – Don’t Start“ auf. Repräsentative Studien der BZgA zeigen, dass Nichtrauchen unter den Jugendlichen weiterhin voll im Trend liege. Die Raucherquote hat nach aktuellen Erhebungen einen historischen Tiefstand erreicht. Nur noch etwa 7 Prozent der 12- bis 17-Jährigen geben an, zu rauchen und mehr als 80 Prozent der Jugendlichen haben noch nie eine Zigarette probiert.

## Das Projekt international
Europaweit nehmen 18 Länder an dem Projekt teil. Der internationale Name für das Projekt lautet Smokefree Class Competition – „Rauchfreie-Klasse-Wettbewerb“. Neben einem internationalen Wettbewerb organisiert jedes Land auch eigene Wettbewerbe, mit separaten Preisausschreiben. Einige Länder haben auch zusätzliche Teilnahmekriterien. So müssen etwa teilnehmende Schulen in Island ein Projekt zur Rauchprävention einreichen. In Spanien legt jede Klasse einen Slogan vor, der fürs Nichtrauchen werben soll.

### Teilnehmerländer
Die traditionellen Teilnehmer-Länder sind neben Deutschland und der Schweiz auch Belgien, Estland, Finnland, Frankreich, Italien, Island, Lettland, Litauen, Luxemburg, die Niederlande, Polen, Portugal, Rumänien, die Slowakei, Spanien und Großbritannien. Nach Deutschland hat bisher die Schweiz die meisten Teilnehmer im internationalen Vergleich.

## Ablauf und Preise
Die jeweilige Schulklasse kann in öffentlicher oder geheimer Wahl für oder gegen das Projekt stimmen. Eine Teilnahme kann nur bei einer Zustimmung ab 90 % der Schülerschaft stattfinden. Nach einer Teilnahme muss sich jeder Schüler in einem Vertrag verpflichten, im Wettbewerbszeitraum nicht zu rauchen. Einmal wöchentlich geben die Schüler dann an, ob sie rauchen. Nur wenn weniger als 10 % der Schüler rauchen, wird am Ende des Monats eine Bestätigung an die Wettbewerbsleitung geschickt.
Unter allen Klassen, die bis zum Ende des Wettbewerbs Bestätigungen einschicken und deren Anteil von rauchenden Schülern kleiner als 10 % ist, werden Preise verlost. Zusätzlich erhalten alle Klassen bei der Anmeldung Informationsmaterial. 2019 ging der bundesweite Hauptpreis an eine Klasse in Rheinland-Pfalz: 5.000 Euro von der „Stiftung Deutsche Krebshilfe“ für eine Klassenfahrt.
- Im Jahr 2020  gewann die Klasse 7a des Johann-Gottfried-Herder-Gymnasiums aus Schneeberg den 1. Preis des bundesweiten  Wettbewerbs in Höhe von 5.000 Euro aus Mitteln der Deutschen Krebshilfe.
- Der Hauptpreis 2021 von 5.000 Euro ging in der Corona-Pandemie an die Klassen-Kasse der Schüler von 7c des Gymnasiums Gerhart Hauptmann in Berlin.

## Projekte
Die Schüler können durch das Erstellen eines Projektes zum Thema „Rauchen und Gesundheit“ (dazu können etwa das Herstellen von Filmen, Liedern oder Gedichten zählen) Extrapreise gewinnen. Weiter gibt es einige lokale Wettbewerbe.

## Erfolg bei der schulischen Prävention
Bereits im Jahr 2012 legten die Deutsche Krebshilfe und die Bundeszentrale für gesundheitliche Aufklärung (BZgA) eine erste Langzeitbilanz mit dem Ergebnis vor, dass die Tabakprävention bei Kindern und Jugendlichen sehr erfolgreich ist. In einem Zeitraum von 15 Jahren hätten über 120.000 Schulklassen mit mehr als drei Millionen Schülern daran teilgenommen. Im Jahr 2011 rauchten nach Angaben der Bundeszentrale für gesundheitliche Aufklärung nur noch 11,7 Prozent der Jugendlichen, im Jahr 2001 waren es noch rund 28 Prozent. Trotz dieser positiven Entwicklung müsse die Aufklärung über die Gefahren des Rauchens bei der Bevölkerung und vor allem bei der Jugend verstärkt werden, angesichts der statistisch belegten Tatsache, dass in Deutschland jährlich etwa 121.000 Menschen an den Folgen des Rauchens sterben. Ein Drittel aller Krebserkrankungen sei allein auf das Rauchen zurückzuführen.
Eine frühere Studie unter 12.812 Jugendlichen untersuchte den Erfolg des Projektes. Es wurde der Anstieg der Zahl der Raucher in dem Zeitraum von zwölf bis 24 Monaten untersucht. Die Studie zeigte, dass der Anstieg bei Schülern, die am Projekt teilnahmen bei 16,02 % lag. Dagegen war der Anstieg der Raucherzahl unter Jugendlichen ohne eine Teilnahme am Projekt 21,78 %.

## Teilnahme
Im Schuljahr 2007/2008 waren 11.350 Klassen mit 288.258 Schülern zum Wettbewerb in Deutschland angetreten, von denen Ende März 2008 noch 11.038 mitmachten. In der Schweiz hatten sich 3.629 Klassen mit 66.379 Schülern angemeldet.
2010 war es diesen Organisationen sowie Initiativen in den Bundesländern gelungen, beim 13. Wettbewerb zum Nichtrauchen im Schuljahr 2009/2010 insgesamt rund 275.000 Schüler in 10.600 Schulen zum Mitmachen zu bewegen. Europaweit beteiligten sich nach Angaben der Deutschen Krebshilfe etwa 600.000 Schüler aus 14 Staaten.
2011 gelang es den Initiatoren des 14. Wettbewerbs, die Teilnehmerzahlen stabil zu halten. Im Schuljahr 2011/2012 nahmen insgesamt 9.887 Schulklassen aus allen Schulformen an dem Wettbewerb teil. Von ihnen schafften es 6.663 Klassen mit rund 175.000 Schülern, vom 14. November 2011 bis zum 27. April 2012 nicht zu rauchen. Die BZgA belohnt außerdem jedes Jahr zusätzlich Schulklassen, die wiederholt erfolgreich beim Wettbewerb mitgemacht haben.
- 2012/2013 wurden zum 16. Mal Schulklassen der sechsten bis achten Stufen eingeladen, beim bundesweiten Wettbewerb „Be Smart – Don’t Start“ vom 12. November 2012 bis zum 26. April 2013 mitzumachen. Nach dieser Jahresbilanz ist der Anteil der erfolgreichen Teilnehmer deutlich angestiegen. Insgesamt 74 Prozent der Klassen schafften es, rauchfrei zu bleiben. In den Vorjahren waren es jeweils um die 66 Prozent.[5] In den letzten Jahren seien sogar 75 Prozent erreicht worden. * Im Schuljahr 2015/2016 nahmen bundesweit 7.512 Schulklassen aus allen Schulformen am Wettbewerb teil. Von ihnen blieben 5.865 Klassen, das sind 78,1 Prozent, von November bis April rauchfrei.[6]
- 2019/2020 nahmen bundesweit 7.248 Schulklassen aus allen Schulformen an „Be Smart – Don’t Start“ teil. Von ihnen blieben 5.985 Klassen, das sind 82,6 Prozent, von November bis April rauchfrei.
- Im Schuljahr 2020/2021 mit einem Höhepunkt der Corona-Pandemie beteiligten sich bundesweit 6.290 Schulklassen aus allen Schulformen an der „Nicht-rauchen-Aktion“. Von ihnen blieben drei Viertel (4.789 Schulklassen) von November bis April rauchfrei.